# سنت توماس، باربادوس
سنت توماس، باربادوس (به لاتین: Saint Thomas, Barbados) یک منطقهٔ مسکونی در باربادوس است.

## خصوصیات
سنت توماس ۳۴ کیلومترمربع مساحت و ۱۴٬۲۴۹ نفر جمعیت دارد.